# Akenside (Schiff)
Die Akenside war ein Frachtdampfschiff aus Großbritannien.

## Das Schiff
Es war vermessen mit 2.694 BRT und hatte 98,00 m Länge, 13,20 m Breite und einem Tiefgang von 5,80 m. Es gehörte der Reederei Connell & Grace Limited in Newcastle upon Tyne (Quayside Shipping Co. Ltd.). Gebaut wurde das Schiff 1917 in England bei der Werft Wood, Skinner & Co. in Gateshead.

## Versenkung
Die Akenside (Kapitän John Thomas Nelson) sank am 22. September 1939 um 14.30 Uhr nach einem Torpedotreffer des deutschen U-Boots U 7 (Oberleutnant zur See Werner Heidel) in der Nordsee, 15 sm westlich der Insel Store Marstein, vor der Einfahrt in den Krossfjord und damit nach Bergen (Norwegen), auf der Position 60° 7′ 0″ N, 4° 37′ 1″ O (bit. 56° 09’ N 04° 50’ O) im Marineplanquadrat AN 2459. Das Schiff hatte 2000 t Kohle geladen und war auf dem Weg von Blyth nach Bergen.
Die gesamte Besatzung von 26 Mann wurde von dem norwegischen Torpedoboot Storm und von einem Marsteiner Lotsenboot gerettet und in Bergen an Land gesetzt.